# Erich Kühn (Schriftsteller, 1887)
Erich Kühn (* 23. August 1887 in Dresden; † 5. März 1953 in Hamburg) war ein deutscher Schriftsteller, Journalist, Theatermann und Politiker.

## Leben
Erich Kühn wurde als Sohn einer katholisch-bürgerlichen Familie in Dresden geboren und wuchs dort auch auf.
Seine berufliche Laufbahn begann er in Berlin als Journalist unter anderem bei der Vossischen Zeitung, bei der er für das Feuilleton schrieb.
Schon vor dem Ersten Weltkrieg dehnte sich sein Arbeitsbereich nach Hamburg aus, wo ab 1920 seine neue Heimat war.
1921 heiratete Kühn in Berlin Margarethe Schärf, die ihm sechs Kinder zur Welt brachte.
Zu seinen regelmäßigen Beiträgen in der Vossischen Zeitung kam nun die ständige Mitarbeit im Hamburgischen Correspondenten.
Neben seiner journalistischen Tätigkeit hatte Kühn eine besondere Vorliebe für das Theater. Er schrieb Weihnachtsmärchen und wurde 1932 kaufmännischer Leiter des Thalia Theaters unter der Leitung von Erich Ziegel. Als Ziegel wegen seiner jüdischen Herkunft 1933 nach Wien emigrierte, trat Erich Kühn gemeinsam mit Paul Mundorf seine Nachfolge als geschäftlicher Direktor des Thalia-Theaters an. Diese Funktion behielt er bis 1936 inne.
1935 wurde Kühn von den Nationalsozialisten mit Berufsverbot/Schreibverbot belegt, konnte aber dank Freundeshilfe 1935–1945 als Redakteur der Oldesloer Zeitung inkognito beruflich aktiv bleiben. Auch Kühn half politisch Verfolgten. So verbargen er und seine Familie in der Zeit des Nationalsozialismus einen jüdischen ehemaligen Richter und dessen Frau.
Während des Krieges und danach bis zu seinem Tod war Kühn als freier Schriftsteller (Romane, Erzählungen, Kurzgeschichten und Gedichte) tätig und arbeitete weiterhin als Journalist – Sparte Feuilleton – unter anderem für den Hamburger Anzeiger, nach Kriegsende außerdem für den neuen Norddeutschen Rundfunk und wieder für das Thalia Theater mit immer neuen Weihnachtsmärchen und Bearbeitungen älterer Vorlagen.
Kühn gründete mit 28 anderen Personen am 1. Oktober 1945 die CDP, die Christlich Demokratische Partei. Diese CDP bildete die Basis für die 1946 entstehende CDU in Hamburg.
Kühn strebte keine Karriere im späteren Bundestag an, sondern blieb als Kommunalpolitiker im Bezirksausschuss Hamburg-Nord, in den er für die CDU 1949 auf Platz drei der Liste des Vaterstädtischen Bundes Hamburg gewählt wurde, und im Fuhlsbüttler Ortsausschuss. Zudem war er von 1948 bis zu seinem Tode Ortsvorsitzender der CDU in Fuhlsbüttel. Nach seinem Tod setzte seine Frau Margarethe seine Arbeit fort. Nach Kühn ist die Kühnbrücke über die Alster in Hamburg-Ohlsdorf benannt.

## Werke
- Herman Reichenbach, biografische Studie, drei Masken Verlag Berlin, 1924
- Der Mensch ich, Fragment eines Lebens, Robert Mölig Verlag, Hamburg, 1947
- Haenlein der andere, Roman, Hans Köhler Verlag, Hamburg, 1947
- Die goldene Schale, Roman, Robert Mölig Verlag, Hamburg, 1948
- Sterne, Brot und Steine, Roman, Hans Köhler Verlag, Hamburg, 1950
- Der Hammerwurf, Roman, Hans Köhler Verlag, Hamburg, 1947
- Kleines Federspiel, Gedichte, Hans Köhler Verlag, Hamburg, 1948
- Das Mädchen Esther, Köhler Verlag, Hamburg
- Das Pendel schwingt
- Eva in rot, eine Komödie
- Er oder sie, eine Komödie
- Aber Hoheit, Lustspiel
- Liebesleiter, Lustspiel
- Gruschke, Lustspiel
- Aschenputtel (Märchenspiel),
- Hänsel und Gretel (Märchenspiel),
- Und viele andere Stücke, Kurzgeschichten, Erzählungen, Novellen

## Quelle
- Klaus Timm: Erich Kühn – Geschichten aus Klein-Borstel Band 18, Hamburg, 2005